# Victor Wernersson
Victor Christoffer Wernersson (født 6. juli 1995) er en svensk fodboldspiller som spiller for IFK Göteborg. Den svenske klub hentede ham i Vejle Boldklub, da de kom med et tilbud, som den danske klub ikke kunne afslå .
Han fik sin fodboldopdragelse i den svenske storklub Malmö FF, og skiftede ved sin begyndelse som seniorspiller til svenske Syrianska FC. Her spillede han pladsen som venstreback, hvilket han også spillede i sin tid i Vejle Boldklub. Han fik dog kun en halv sæson i klubben og var andetvalg efter Viljormur Davidsen.